# Konarzewo (Karnice)

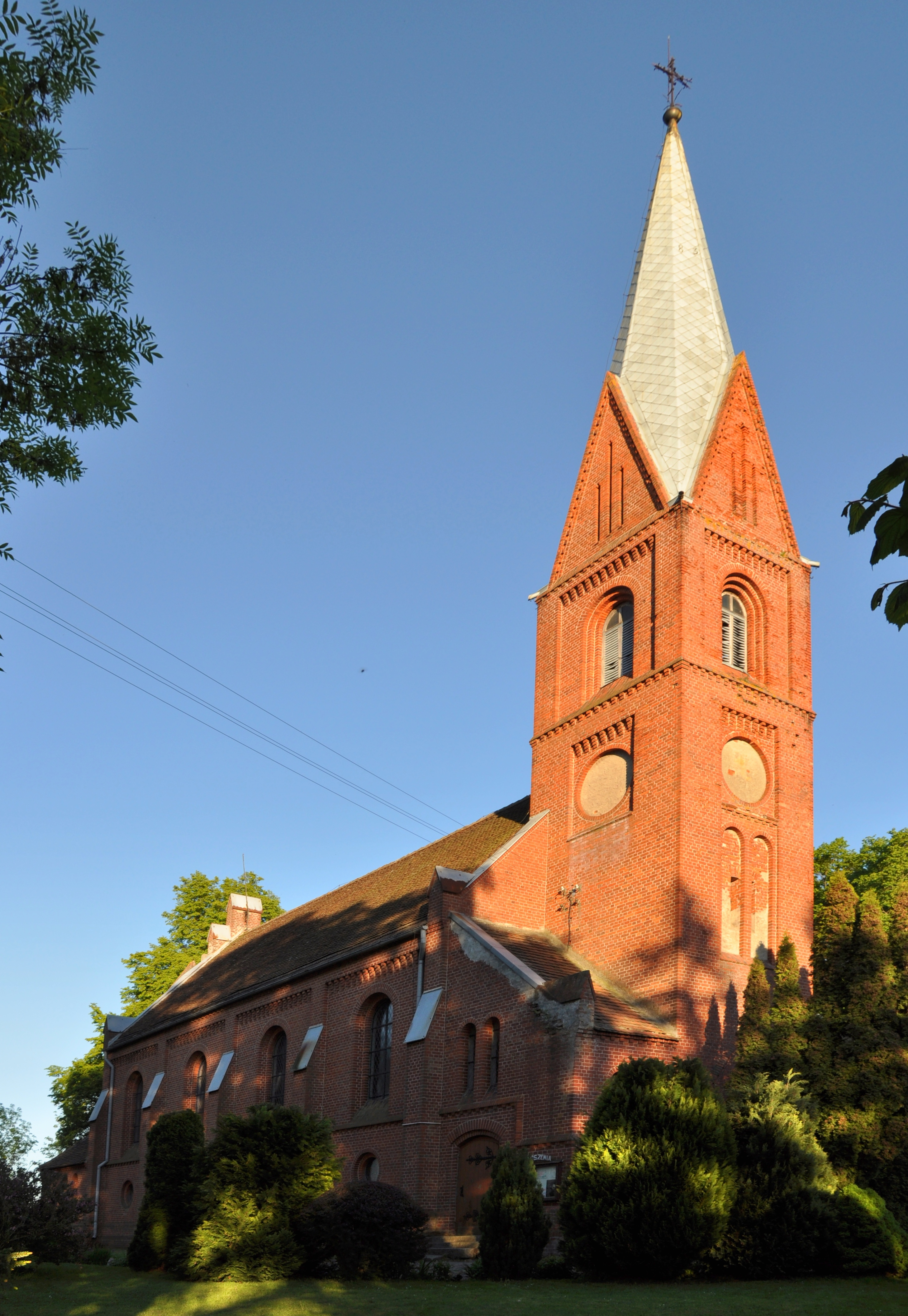
Dorfkirche, bis 1946 evangelische Kirche des Kirchspiels Kirchhagen

Konarzewo (deutsch Kirchhagen oder Wachholzhagen) ist ein Kirchdorf in der polnischen Woiwodschaft Westpommern. Es ist der  Landgemeinde Karnice (Karnitz) im Powiat Gryficki (Greifenberger Kreis) zugeordnet.

## Geographische Lage
Das kleine Dorf liegt etwa acht Kilometer nordöstlich von Karnice (Karnitz)  in der Nähe der hinterpommerschen Ostseeküste, etwa sechs Kilometer nordwestlich von  Trzebiatów (Treptow a. d. Rega)  und etwa  19 Kilometer nördlich von Gryfice (Greifenberg i. Pom.).

## Geschichte

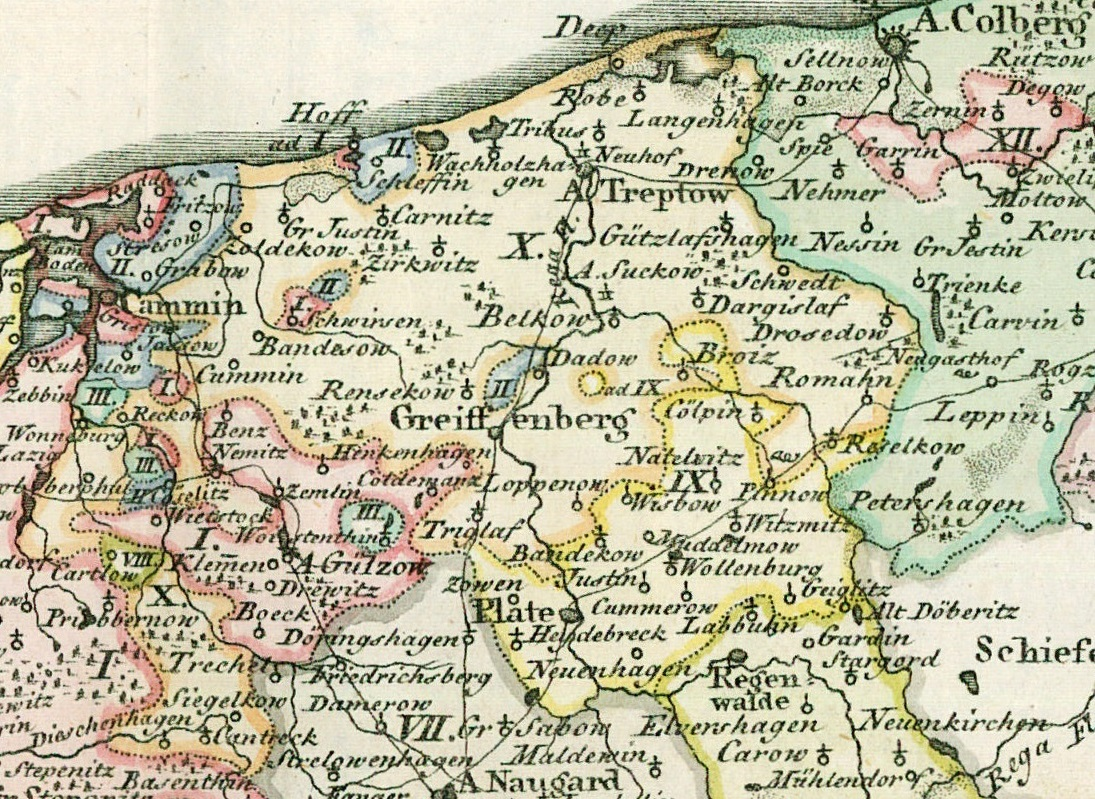
Wachholzhagen in der Nähe der hinterpommerschen Ostseeküste, westlich von Treptow an der Rega, östlich von Hoff und nördlich von Greifenberg i. Pom. auf einer Landkarte des 18. Jahrhunderts

In dem Gutsbezirk  und kleinen  Dorf Kirchhagen, das auch als Wachholzhagen bezeichnet wird,  befand sich früher das Stammhaus der hinterpommerschen Linie der alten pommerschen Familie
Wachholtz, die  bis ins 13. Jahrhundert urkundlich nachweisbar ist, hier  seit 1430 ansässig war und hier auch einmal ein Schloss besaß. Das Schloss war jedoch bereits  in der zweiten Hälfte des 18. Jahrhunderts nicht mehr vorhanden. Die Bezeichnung Wachholzhagen wurde auch gemeinschaftlich für die drei aneinandergereihten, sich über etwa dreieinhalb Kilometer Länge erstreckenden Dörfer Kirchhagen, Mittelhagen und Vockenhagen benutzt.
Jakob Wacholz vertauschte im Jahr 1467 die Güter Wacholzhagen, Eiersberg, Heidenhof, Hohen-Drosedow, Küssin und Zedlin an den Abt von Belbuck, Nikolaus von Winterfeld, und erhielt dafür die Güter Dargislaff, Schwedt, Oberschlag, Molstow und Jargow. Herzog Erich II. von Pommern bestätigte 1473 diesen Tausch, den Jakob Wacholz einer Urkunde zufolge noch einmal im Jahr 1477 bestätigte und bekannte, von dem Abt von Belbuck eine Zuzahlung von 2100 Mark erhalten zu haben.
Zum Ende des Zweiten Weltkriegs wurde die Region von der Roten Armee erobert und anschließend – wie ganz Hinterpommern – unter polnische Verwaltung gestellt. Soweit sie nicht bereits geflohen war, wurde die deutsche Bevölkerung nach 1946  von nach Kriegsende zugewanderten polnischen Milizionären  vertrieben. Die deutsche Ortschaft Kirchhagen wurde in Konarzewo umbenannt.

### Demographie
| Jahr | Einwohnerzahl | Anmerkungen                           |
| ---- | ------------- | ------------------------------------- |
| 1822 | 117           | [ 5 ]                                 |
| 1867 | 267           | am 3. Dezember                        |
| 1871 | 265           | am 1. Dezember, sämtlich Evangelische |
| 1933 | 299           | [ 7 ]                                 |
| 1939 | 353           | [ 7 ]                                 |

## Söhne und Töchter des Ortes
- Jakob Friedrich Ludovici  (1671–1723), deutscher Rechtsgelehrter
- Jacob Immanuel Hamilton (1682–1728), deutscher Jurist
- Johann Gottlieb Georgi (1729–1802),  deutscher Geograph, Chemiker und Botaniker
- Gottfried Georgi (1731–1801), deutscher Kommunaljurist,  Landrat und 1784 bis zu  seinem Tod Oberbürgermeister  von Stargard (Bruder des Vorgenannten)

## Kirchspiel
Die Kirche von Wachholzhagen war bis 1946  evangelisch und gehörte zur Synode Treptow an der Rega. Die Kirchenbücher der Kirchengemeinde Wacholzhagen reichen bis 1586 zurück.